# تيجام (آيت بن عمرو)
تيجام هو دُوَّار يقع بجماعة أنجيل، إقليم بولمان، جهة فاس مكناس في المملكة المغربية. ينتمي الدوّار لمشيخة آيت بن عمرو التي تضم 8 دواوير. يقدر عدد سكانه بـ 327 نسمة حسب الإحصاء الرسمي للسكان والسكنى لسنة 2004.

## روابط خارجية
- البوابة الوطنية للجماعات الترابية نسخة محفوظة 12 مارس 2018 على موقع واي باك مشين.
- المندوبية السامية للتخطيط